# 대구광역시의 기념물
대구광역시의 기념물(大邱廣域市紀念物)은 기념물 중에서 대구광역시 내에 있는 문화재를 의미한다.

## 지정 목록
| 번호 | 사진 | 명칭                                    | 소재지                                 | 관리자 (단체)      | 지정일               | 참조 |
| 1호  |      | 신숭겸장군유적 (申崇謙將軍遺蹟)         | 대구 동구 신숭겸길 17(지묘동)          | 표충재평산신씨문중 | 1982년 3월 4일 지정  |      |
| 2호  |      | 건들바위 (大邱笠巖)                     | 대구 중구 대봉2동 735-28               | 중구               | 1982년 6월 29일 지정 |      |
| 3호  |      | 부인사지 (夫人(符仁)寺址)               | 대구 동구 팔공산로 967-28(신무동) 일대 | 부인사             | 1988년 5월 30일 지정 |      |
| 4호  |      | 봉무토성 (鳳舞土城)                     | 대구 동구 봉무동 산26,27               | 동구               | 1988년 5월 30일 지정 |      |
| 5호  |      | 용암산성 (龍岩山城)                     | 대구 동구 도동 산35,36                 | 동구               | 1988년 5월 30일 지정 |      |
| 6호  |      | 팔거산성 (八거山城)                     | 대구 북구 노곡동 산1                   | 북구               | 1988년 5월 30일 지정 |      |
| 7호  |      | 대덕산성 (大德山城)                     | 대구 남구 대명동 산224, 226, 227       | 남구               | 1988년 5월 30일 지정 |      |
| 8호  |      | 내곡모감주나무군락 (內谷모감주나무群落) | 대구 동구 내곡동 221, 산91             | 김이곤,배재현      | 1990년 5월 15일 지정 |      |
| 9호  |      | 사월동지석묘군 (沙月洞支石墓群)         | 대구 수성구 사월동 469                 | 보성주택           | 1992년 9월 8일 지정  |      |
| 10호 |      | 국우동탱자나무 (國優洞탱자나무)         | 대구 북구 도남길 45-7(국우동)          | 배종현             | 1992년 9월 8일 지정  |      |
| 11호 |      | 예연서원 (禮淵書院)                     | 대구 달성군 유가면 구례길 123          | 포산곽씨문중       | 1995년 5월 12일 지정 |      |
| 12호 |      | 상동지석묘군 (上洞支石墓群)             | 대구 수성구 상동 501                   | .                  | 2006년 4월 20일 지정 |      |
| 13호 |      | 천내리지석묘군 (川內里支石墓群)         | 대구 달성군 화원읍 천내리 515-1 일대   | .                  | 2006년 4월 20일 지정 |      |
| 14호 |      | 냉천리지석묘군 (冷泉里支石墓群)         | 대구 달성군 가창면 냉천리 385-1 일대   | .                  | 2006년 4월 20일 지정 |      |
| 15호 |      | 봉무동고분군 (鳳舞洞古墳群)             | 대구 동구 봉무동 544-1 일대            | .                  | 2006년 4월 20일 지정 |      |
| 16호 |      | 노변동사직단 (盧邊洞社稷壇)             | 대구 수성구 노변동 407-4 일대          | .                  | 2006년 4월 20일 지정 |      |
| 17호 |      | 초곡산성 (草谷山城)                     | 대구 달성군 유가면 초곡리 산1번지 외   | 달성군             | 2008년 4월 10일 지정 |      |

## 참고 자료
- 대구광역시 공보
- 대구광역시 고시/공고